# 김미소 (1994년)
김미소(본명: 이브티삼 하라카트(Ibtissam Harakat), 1994년 1월 24일 ~ )는 대한민국에서 활동하는 모로코 출신의 가수, 인플루언서다.

## 방송
- 언더커버 (2025) - 1라운드 탈락

## 음반
- 분홍 립스틱 (2020)
- DROP (2022)
- 빛이 나 (2023)
- 빛이 나 (DJ38SUN Remix) (2023)
- Desert Dance (2024)
- Wave (2024)
- Desert Dance Remix (2025)

## 수상
- 인플루언서글로벌협동조합 올해의 인플루언서 (2020)